# Три ікси (серія фільмів)
XXX (стилізовано як xXx і вимовляється як Тріпл Ікс ) — серія американських шпигунських бойовиків, створена Річем Вілксом . Він складається з трьох повнометражних художніх фільмів: XXX (2002), XXX: State of the Union (2005) і XXX: Return of Xander Cage (2017), а також короткометражного фільму: The Final Chapter: The Death of Xander Cage. Серіал зібрав у світовому прокаті 694 мільйони доларів.

## Фільми

### XXX (2002)
Фільм вийшов на екрани 9 серпня 2002 року, у якому Він Дізель знявся в ролі Ксандера Кейджа, любителя екстремальних видів спорту, каскадера та непокірного спортсмена, який став неохоче шпигуном Агентства національної безпеки, якого відправляють на небезпечну місію проникнути в групу потенційних російських терористів у Центральній Європі. У фільмі також знялися Азія Ардженто, Мартон Чокас і Семюел Л. Джексон. Режисером фільму став Роб Коен, який раніше зняв «Форсаж» (2001), в якому також зіграв Дізель.

### XXX: State of the Union (2005) (Три ікси 2: Новий рівень)
Фільм вийшов на екрани 29 квітня 2005 року, в якому Ice Cube знявся в ролі Даріуса Стоуна новим агентом у програмі Triple X, якого відправляють до Вашингтона, округ Колумбія, щоб розрядити боротьбу за владу між національними лідерами.

### XXX: Повернення Ксандера Кейджа (2017) (Три ікси: Реактивізація)
Фільм вийшов на екрани 20 січня 2017 року. У ньому Він Дизель повертається в ролі Ксандера Кейджа, який повертається з вигнання, якого вважали давно мертвим, і збирається зіткнутися зі смертоносним альфа-бійцем і його командою в перегонах. щоб відновити зловісну і, здавалося б, нестримну зброю, відому як Ящик Пандори. Набираючи абсолютно нову групу солдатів удачі, які шукають гострих відчуттів, Ксандер виявляється втягнутим у смертельну гру, яка насправді вказує на змову на найвищому рівні світових урядів.

### XXX 4 (уточнюється)
У вересні 2018 року було оголошено, що наразі в процесі розробки знаходиться четвертий фільм. Проєкт буде спільним виробництвом із The H Collective та iQiyi після того, як перший придбав права на франшизу від Revolution Studios . Вважалося, що Ді Джей Карузо повернеться в ролі режисера, а Він Дізель знову зіграє роль Ксандера Кейджа. Виробництво планувалося розпочати на початку 2019 року. У листопаді 2018 року до акторського складу приєдналися Джей Чоу та Зої Чжан. Композитором фільму стане японська рок-зірка і музикант Йошікі.

## Короткометражний фільм

### Остання глава: Смерть Ксандера Кейджа (2005)
До режисерської версії DVD першого фільму 2005 року входить чотирихвилинний короткометражний фільм під назвою «Остання глава: Смерть Ксандера Кейджа», який є приквелом до «XXX: State of the Union» і містить деталі передбачуваної смерті Ксандера Кейджа до події цього фільму.
У короткометражному фільмі Ксандера грає дублер Віна Дізеля Крістіан Лупо (який ніколи не показує свого обличчя і не говорить), використовуючи деякі архівні репліки, вимовлені Дізелем. У ньому також представлені Лейла Арсьєрі в ролі Джордан Кінг з першого фільму та Джон Г. Конноллі в ролі підполковника Алабами «Бами» Кобба, одного з лиходіїв у фільмі «xXx: State of the Union», який є правою рукою Декерта, який стоїть за нападом на Ксандера.
Фільм починається з того, що Ксандер їде в машині з Джорданом Кінгом. Він зупиняється біля свого будинку. Кінг робить йому сексуальні пропозиції і вони зближуються. Раптом вони чують шум і Ксандер йде перевірити що відбувається. Люди Кобба з'являються та викрадають короля. Вони підкладають бомбу в будівлю і скидають її на сходи обмотаним в пальто, щоб обдурити Ксандера. Після зіткнення з бездомним, Ксандер повертається до будівлі. Він ловить наживку, залишену Коббом і його поплічниками, і, вочевидь, його розносить на частини потужним вибухом. Його фірмове пальто вижило після вибуху. З’являється Кобб і бере шматок спаленої шкіри з шиї Ксандера, на якому є татуювання Triple X. Він зауважує: «Бідний Ксандер, у тебе ніколи не було багато між вухами». Його люди підбирають його та їдуть на своїй машині. Мотиви Кобба для вбивства Ксандера очевидні: він не хоче, щоб Ксандер втручався в плани Декерта. Фільм закінчується піснею «Feuer Frei» від Rammstein на задньому плані.

## Актори та знімальна група

### Акторський склад
| Персонажі                            | Фільми               | Фільми                             | Фільми                     | Фільми     | Короткий фільм                        |
| Персонажі                            | XXX                  | XXX: State of the Union            | XXX: Return of Xander Cage | XXX 4      | Остання глава: Смерть Ксандера Кейджа |
| Персонажі                            | 2002                 | 2005                               | 2017                       | TBA        | 2005                                  |
| ------------------------------------ | -------------------- | ---------------------------------- | -------------------------- | ---------- | ------------------------------------- |
| Ксандер Кейдж xXx                    | Він Дізель           |                                    | Він Дізель                 | Він Дізель | Крістіан Люпо                         |
| Ксандер Кейдж xXx                    | Він Дізель           | Він Дізель «архівні записи голосу» | Він Дізель                 | Він Дізель |                                       |
| Агент АНБ Огастес Юджин Гіббонс      | Семюел Лірой Джексон | Семюел Лірой Джексон               | Семюел Лірой Джексон       |            |                                       |
| Даріус Стоун xXx                     |                      | Ice Cube                           | Ice Cube                   |            |                                       |
| Тобі Лі Шейверс                      | Майкл Руф            | Майкл Руф                          |                            |            |                                       |
| Джордан Кінг                         | Лейла Арсієрі        |                                    |                            |            | Лейла Арсієрі                         |
| Алабама «Bama» Кобб                  |                      | Джон Дж. Конноллі                  |                            |            | Джон Дж. Конноллі                     |
| Йорґі                                | Мартон Чокаш         |                                    |                            |            |                                       |
| Єлена                                | Азія Ардженто        |                                    |                            |            |                                       |
| Мілан Сова                           | Ріші Мюллер          |                                    |                            |            |                                       |
| Кіріл                                | Вернер Даен          |                                    |                            |            |                                       |
| Коля                                 | Петр Джалк           |                                    |                            |            |                                       |
| Віктор                               | Ян Павел Філіпенскі  |                                    |                            |            |                                       |
| Сенатор штату Каліфорнія Дік Гочкісс | Том Еверетт          |                                    |                            |            |                                       |
| Ель Джеффе (Шеф)                     | Денні Трехо          |                                    |                            |            |                                       |
| Агент АНБ Джим МакГрат               | Томас Ян Гріффіт     |                                    |                            |            |                                       |
| Джей Джей                            | Іві                  |                                    |                            |            |                                       |
| Агент АНБ Роджер Доннан              | Вільям Гоуп          |                                    |                            |            |                                       |
| Іван Педграг                         | Радек Томецка        |                                    |                            |            |                                       |
| Іван Подров                          | Мартін Габ           |                                    |                            |            |                                       |
| Генерал Джордж Деккерт               |                      | Віллем Дефо                        |                            |            |                                       |
| Агент АНБ Кайл Крістофер Стілі       |                      | Скот Спідман                       |                            |            |                                       |
| Президент США Джеймс Стенфорд        |                      | Пітер Страусс                      |                            |            |                                       |
| Зік                                  |                      | Xzibit                             |                            |            |                                       |
| Чарлі Мейвезер                       |                      | Санні Мабрі                        |                            |            |                                       |
| Лола Джексон                         |                      | Нона Ґайі                          |                            |            |                                       |
| Агент АНБ Мідоуз                     |                      | Рамон Де Окампо                    |                            |            |                                       |
| Сянґ xXx                             |                      |                                    | Донні Єн                   |            |                                       |
| Серена Ангер xXx                     |                      |                                    | Діпіка Падуконе            |            |                                       |
| Беккі Клірідж                        |                      |                                    | Ніна Добрев                |            |                                       |
| Адель Вольф                          |                      |                                    | Рубі Роуз                  |            |                                       |
| Телон                                |                      |                                    | Тоні Джаа                  |            |                                       |
| Джейн Марке                          |                      |                                    | Тоні Коллетт               |            |                                       |
| Гарвард «Нікс» Чжоу                  |                      |                                    | Кріс Ву                    |            |                                       |
| Теннісон «Факел»«»                   |                      |                                    | Рорі МакКанн               |            |                                       |
| Глава ЦРУ Андерсон                   |                      |                                    | Аль Сапієнза               |            |                                       |
| Ґіна Рофф                            |                      |                                    | Аріадна Ґютієррез          |            |                                       |
| Хоук                                 |                      |                                    | Майкл Біспінґ              |            |                                       |
| Ейнслі                               |                      |                                    | Герміона Корфілд           |            |                                       |
| Червоний Ерік                        |                      |                                    | Андрій Івченко             |            |                                       |
| Неймар Молодший xXx                  |                      |                                    | Neymar                     |            |                                       |

### Знімальна група
| Фільм                      | Режисер        | Сценарист        | Продюсер                                              | Оператор         | Композитор                   | Монтажер                                   |
| -------------------------- | -------------- | ---------------- | ----------------------------------------------------- | ---------------- | ---------------------------- | ------------------------------------------ |
| XXX                        | Роб Коен       | Рік Вілкес       | Ніл Морітз                                            | Дін Семлер       | Ренді Едельман               | Кріс Лебензон Джоел Неґрон Пол Рубелл      |
| XXX: State of the Union    | Лі Теймагорі   | Саймон Кінберг   | Ніл Морітз Арне Шмідт                                 | Девід Таттерсалл | Марко Бельтрамі              | Марк Голдблатт Тод Міллер Стівен Розенблум |
| XXX: Return of Xander Cage | Ді Джей Карузо | Ф. Скотт Фрайзер | Джо Рот Джефф Кірсченбаум Він Дізель Samantha Vincent | Рассел Карпентер | Браян Тайлер Роберт Лідеккер | Джим Пейдж Вінс Філіппон                   |
| XXX 4                      | Ді Джей Карузо | Дерек Гаас       | Джо Рот Джефф Кірсченбаум Він Дізель Samantha Vincent | В очікуванні     | Йошікі Хаяші                 | В очікуванні                               |

### Критичний і сприйняття
| Фільм                      | Rotten Tomatoes    | Metacritic       | CinemaScore |
| -------------------------- | ------------------ | ---------------- | ----------- |
| XXX                        | 48% (179 відгуків) | 48 (33 відгуки)  | A−          |
| XXX: State of the Union    | 17% (137 відгуків) | 37 (31 відгук)   | В+          |
| XXX: Return of Xander Cage | 45% (140 відгуків) | 42 (25 відгуків) | A−          |